# Петров Сергій Сергійович (актор)
Сергій Сергійович Петров (21 вересня 1895, Перм, Російська імперія — 2 листопада 1965, Київ, УРСР, СРСР) — російський і радянський актор театру і кіно. Народний артист Української РСР (1948).

## Життєпис
Народився в родині залізничника. Закінчив приватну драматичну студію під керівництвом В. Л. Горіна-Горянінова. Виступав на сцені з 1917 р.
1927—1941 — актор Одеського російського драматичного театру.
В 1944–1960 рр. був актором Київського театру російської драми ім. Лесі Українки.
Знімався у кіно з 1929 р.
Був членом Спілки кінематографістів України.

## Фільмографія
- «Перлина Семіраміди» (1929, кавалер де Фужо),
- «Арсенал» (1929, німецький солдат),
- «Дві жінки» (1929, лакей),
- «Людина з містечка» (1930),
- «Атака» (1932, секретар Бонзи),
- «Велика фа»,
- «Гостра могила» (1934),
- «Пригоди Петрушки» (1936),
- «Стара фортеця» (1938),
- «Кармелюк» (1938), «Моряки» (1939, Чоголков),
- «В далекому плаванні» (1945, штурман),
- «Зигмунд Колосовський»(1945, Гетике),
- «Подвиг розвідника» (1947, Астахов),
- «У мирні дні» (1951, аташе),
- «Команда з нашої вулиці» (1953, професор),
- «„Богатир“ іде в Марто» (1954, епізод),
- «Матрос Чижик» (1955, лікар),
- «Іван Франко» (1956, епізод),
- «Багаття безсмертя» (1956, прокурор),
- «Діти сонця» (1956, Яків Трошин),
- «Ластівка» (1957, епізод),
- «Правда» (1957, Грушевський),
- «Проста річ» (1958, Соковнін),
- «Чумацький шлях» (1959, Хома),
- «Далеко від Батьківщини» (Гартнер),
- «За всяку ціну» (Пчолкін),
- «Врятуйте наші душі» (1960, Пітер Мейсфілд),
- «Роман і Франческа» (вчитель музики),
- «Грізні ночі» (1960, Мауєр).

## Нагороди
- Нагороджений орденом «Знак Пошани», медалями.